# Большебоброво
Большебобро́во — село в Железногорском районе Курской области России. Входит в состав Городновского сельсовета..

## География
Расположено в 17 км к востоку от Железногорска при впадении в речку Бобровку ручья Муравельника. Высота над уровнем моря — 190 м.

## История
В XVII—XVIII веках село входило в состав Речицого стана Кромского уезда. С 1802 года в составе Дмитровского уезда Орловской губернии.
В XIX веке село именовалось как Большое Боброво для отличия от Малого Боброва: оба населённых пункта находились на территории Дмитровского уезда Орловской губернии.
В 1860 году князю Петру Ивановичу Трубецкому в Большебоброво и соседних деревнях принадлежало 1309 крестьян и 34 дворовых мужского пола — всего 289 дворов крепостных.
В 1866 году в бывшем владельческом селе Большебоброво было 46 дворов, проживало 524 человека: 251 мужского пола и 273 женского; действовали православный Троицкий храм, мельница и маслобойня. К 1877 году число дворов возросло до 105, жителей — до 588 человек. В селе были открыты земская школа и торговая лавка. С 1861 по 1923 год Большебоброво было административным центром Большебобровской волости Дмитровского уезда Орловской губернии. По данным 1916 года при Большебобровском волостном правлении действовало почтовое отделение, которым заведовал волостной писарь. В то время в уездном земстве гласным от 1-го избирательного собрания был дворянин Большебоброва, отставной капитан гвардии, Пётр Николаевич Шамшев. По сведениям того же года в селе действовало общество трезвенников, которое возглавлял священник В. П. Богданов, по иронии судьбы ранее работавший акцизным чиновником.

### Советское время
В 1926 году в селе было 154 хозяйства (в том числе 151 крестьянского типа), проживало 823 человека (373 мужского пола и 450 женского), действовали: школа 1-й ступени, пункт ликвидации неграмотности, изба-читальня, красный уголок, государственное торговое заведение IV разряда, 2 кооперативных торговых заведения III разряда. В то время Большебоброво было административным центром Городновского сельсовета Волковской волости Дмитровского уезда. С 1928 года в составе Михайловского (ныне Железногорского) района. В 1-й половине 1930-х годов село становится административным центром Большебобровского сельсовета. В ходе коллективизации, в начале 1930-х годов, в Большебоброво были созданы колхозы «Победа» и «1-е Мая». В 1937 году в селе было 119 дворов, действовала машинно-тракторная станция. Во время Великой Отечественной войны, с октября 1941 года по февраль 1943 года, находилось в зоне немецко-фашистской оккупации. 
В 1950 году колхоз «1-е Мая» был присоединён к «Победе». Председателем укрупнённой артели в 1950—1954 годах был А. Г. Гринев. В 1954—1959 годах колхозом руководил уроженец села Разветье Яков Иванович Долгов. При нём «Победа» вышла на передовые позиции в районе. После ранней смерти Я. И. Долгова в 1959 году колхоз возглавил Николай Васильевич Богатырев. В 1965 году колхоз «Победа» был переименован в «Ударник», новым председателем был избран С. И. Бурков. В 1967—1973 годах председателем колхоза был Виктор Степанович Мартыненко. В 1973 году «Ударник» был присоединён к колхозу «Родина», центральная усадьба которого находилась в сельце Копёнки.
В 1980-е годы Большебоброво пришло в упадок. После упразднения Большебобровского сельсовета в 1986 году село вошло в состав Копёнского сельсовета. В 2017 году Копёнский сельсовет был упразднён, Большебоброво вошло в состав Городновского сельсовета.

## Троицкий храм
Православный храм существовал в Большебоброво, как минимум, с начала XVIII века. В приход Троицкого храма входило село Большебоброво и деревни Городное, Коровино, Тишимля и Толбузево.
В 1865 году церковному старосте Троицкого храма Терентию Фетисову был выдан похвальный лист за «полезное и усердное служение церкви». В 1866 году священник церкви Дмитрий Морозов был награждён набедренником. В том же году умер пономарь храма Иоанн Боршенский. 23 ноября 1866 года у диакона Иоанна Смородинцева сгорела горница с кухней и сенями.
В 1920-е годы в Троицком храме служил священник Николай Иванович Фролов. Он был обвинён в срыве хлебозаготовок и осуждён на 8 лет лагерей. Досрочно освободившись, Н. И. Фролов устроился работать бухгалтером сельхозартели в Калужской области. По доносу снова был арестован и 30 ноября 1937 года расстрелян. Вместе с ним под судом оказался и его сын Лев, приговорённый к 10 годам заключения в лагере Ивдельлаг Свердловской области только за то, что был сыном священника. В советское время храм был закрыт, а затем разрушен. В Государственном архиве Орловской области хранится единственная уцелевшая метрическая книга этой церкви — за 1883 год.

## Население
| 1866 | 1877 | 1897 | 1926 | 1979 | 2002 | 2010 |
| ---- | ---- | ---- | ---- | ---- | ---- | ---- |
| 524  | ↗588 | ↗656 | ↗823 | ↘295 | ↘108 | ↘65  |

## Улицы
В селе 7 улиц:
| - Бугры - Гриневка - Палеха - Роща | - Рынок - Талбозянка - Фетисовка |

## Памятники истории
В Большебоброво расположена братская могила воинов Красной Армии, погибших во время Великой Отечественной войны в феврале 1943 года. Захоронено 329 человек, установлены фамилии у 54 человек. В 1952 году над могилой была сооружена скульптура.